# Stanislas Gawroński
Pour les articles homonymes, voir Gawronski.
 (août 2018).
 (août 2018).
Si vous disposez d'ouvrages ou d'articles de référence ou si vous connaissez des sites web de qualité traitant du thème abordé ici, merci de compléter l'article en donnant les références utiles à sa vérifiabilité et en les liant à la section « Notes et références ».
Stanisłas Gawroński, né en 1784 à Zielence (Podolie) et mort le 31 octobre 1860 dans le 9e arrondissement de Paris, est un général et militant indépendantiste polonais.

## Biographie

### Durant la période napoléonienne et le royaume de Pologne (1815-1830)
Il sert à partir de 1807 dans l'armée du Duché de Varsovie. Durant les campagnes napoléoniennes entre 1809 et 1812, il combat à Sandomierz, Czirikowo. Il est fait prisonnier lors de la Bataille de la Bérézina. Après sa libération en 1815, il rejoint l'armée du Royaume du Congrès. Il est général de cavalerie dans les 2e et 5e régiment Uhlans.

### Durant l'insurrection (1830-1831)
Activiste dans une organisation militaire secrète dirigée par Walerian Łukasiński, il échappe aux arrestations qui ont suivi l'enquête. Pendant l'Insurrection de novembre 1830, il commande les unités de Wawer, puis Dębe Wielkie. Lors d'un affrontement à Kołacz, il est fait prisonnier en Russie, d'où il est libéré par ses soldats. 

### Dans l'émigration en France
Après l'échec de l'Insurrection de novembre 1830, il émigre en France, où il devient président de la Commission de Secours de l'Immigration (pendant 14 ans) et membre de l'Unité nationale polonaise depuis Paris. 
Lors d'un déplacement en 1856 sur la plage de Boulogne-sur-Mer, accompagné de ses amis Charles Alexandre Hoffmann, ancien directeur de la Banque de Pologne et Casimir Skarżyński, ce dernier meurt subitement et Gawroński est le témoin devant l'état-civil de la ville. 
Il meurt à l'âge de 76 ans à son domicile, Rue Taitbout à Paris (sans postérité). Il repose au Cimetière du Père-Lachaise, dans le même caveau que son ami Casimir Skarżyński.